# انقراض محلی

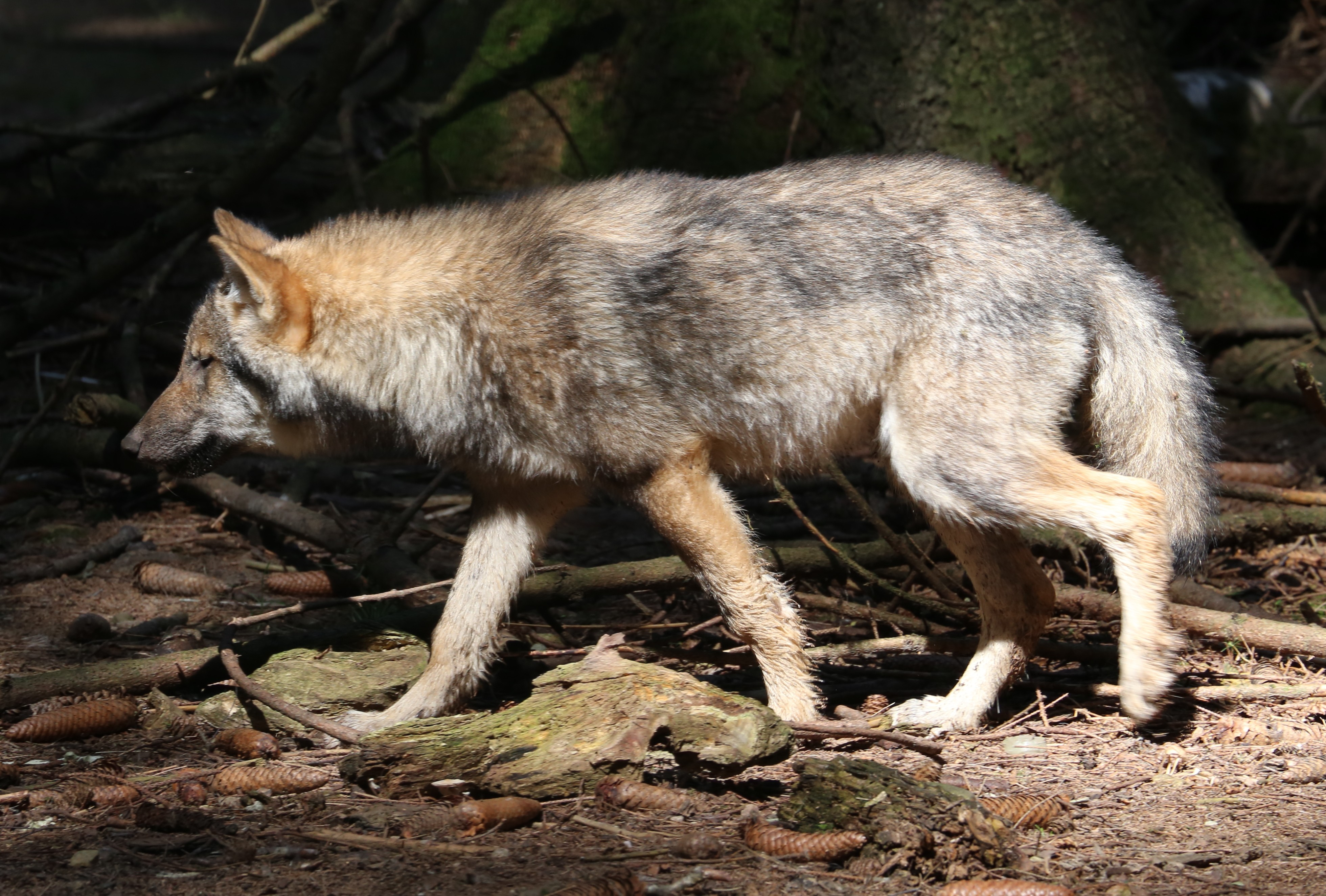
گرگ حنایی

انقراض محلی (به انگلیسی: Local extinction)، که همچنین به عنوان ناپدید شدن (extirpation) شناخته می‌شود، به گونه‌ای (یا آرایه‌ای دیگر) از گیاهان یا جانوران اشاره دارد که در یک منطقه جغرافیایی انتخاب شده وجود ندارد، اگرچه هنوز در جاهای دیگر وجود دارد. انقراض‌های محلی با انقراضهای جهانی در متفاوت است.
انقراض‌های محلی تغییر در بوم‌شناسی یک منطقه را نشان می‌دهد. در زمان‌های اخیر، انقراض محلی گاهی با جایگزینی گونه‌هایی که از مکان‌های دیگر گرفته شده‌اند، دنبال می‌شود. معرفی مجدد گرگ نمونه‌ای از این موارد است.
اصطلاح «انقراض محلی» به شدت بومی است. اصطلاح زیست‌شناختی مناسب‌تر، ناپدید شدن است.

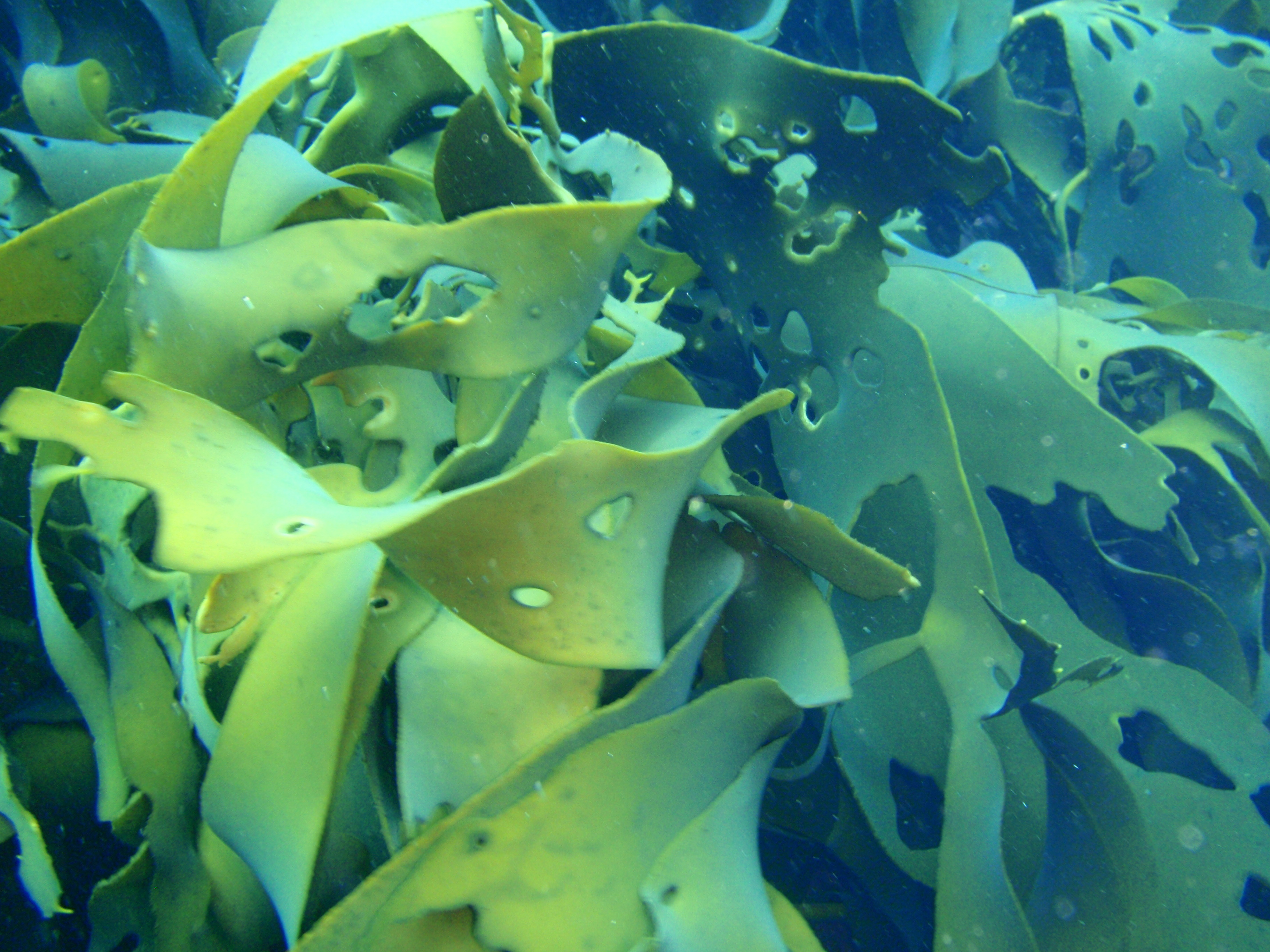
کلپ درشت